# Valmala (Espagne)
Valmala est une commune d'Espagne de la province de Burgos dans la communauté autonome de Castille-et-León. Elle fait partie de la comarque de Montes de Oca.